# Country Knolls
Country Knolls – jednostka osadnicza w Stanach Zjednoczonych, w stanie Nowy Jork, w hrabstwie Saratoga.